# ATP Bologna Outdoor 1992
L'ATP Bologna Outdoor 1992 è stato un torneo di tennis giocato sulla terra rossa. È stata l'8ª edizione dell'ATP Bologna Outdoor, che fa parte della categoria World Series nell'ambito dell'ATP Tour 1992. Si è giocato a Bologna in Italia, dal 18 al 24 maggio 1992.

## Campioni

### Singolare
Jaime Oncins ha battuto in finale  Renzo Furlan con il punteggio di 6–2, 6–4

### Doppio
Luke Jensen /  Laurie Warder hanno battuto in finale  Javier Frana /  Javier Sánchez con il punteggio di 6–2, 6–3